# Karl Schädler

Karl Schädler

Karl Schädler (* 23. Oktober 1804 in Eschen; † 30. Januar 1872 in Vaduz) war ein liechtensteinischer Politiker.
Schädler, von Beruf Arzt, war ab 1841 als Landesphysikus in Vaduz tätig. 1848/49 vertrat er als Abgeordneter das zum Deutschen Bund gehörende Fürstentum Liechtenstein in der Frankfurter Nationalversammlung. Im Jahr 1862 wurde er nach der neuen Verfassung von 1862 erster Landtagspräsident im Liechtensteinischen Landtag.
Seine Söhne waren Albert Schädler, Carl Schädler und Rudolf Schädler.